# Paramylodon
Paramylodon es un género extinto de perezoso terrestre de la familia Mylodontidae endémico de Norteamérica durante las épocas del Plioceno y el Pleistoceno, viviendo desde hace unos 4.6 millones de años hasta hace unos 12.000 años.

## Descripción
Paramylodon es conocido de depósitos desde América del Norte (Estados Unidos) hasta tan al sur como Guatemala y también México aunque es frecuentemente confundido con su primo Glossotherium. Actualmente sólo se reconoce a una especie, P. harlani, que es llamada a veces el perezoso de Harlan en honor de paleontólogo estadounidense Richard Harlan quien fue el primero en descubrir y describir una mandíbula inferior del animal en 1835. Paramylodon exhibe la interesante característica de poseer pequeños osteodermos, huesos insertos en la piel, que presumiblemente añadirían alguna protección al animal. Esta característica es también compartida con el Mylodon de Suramérica.

## Historia

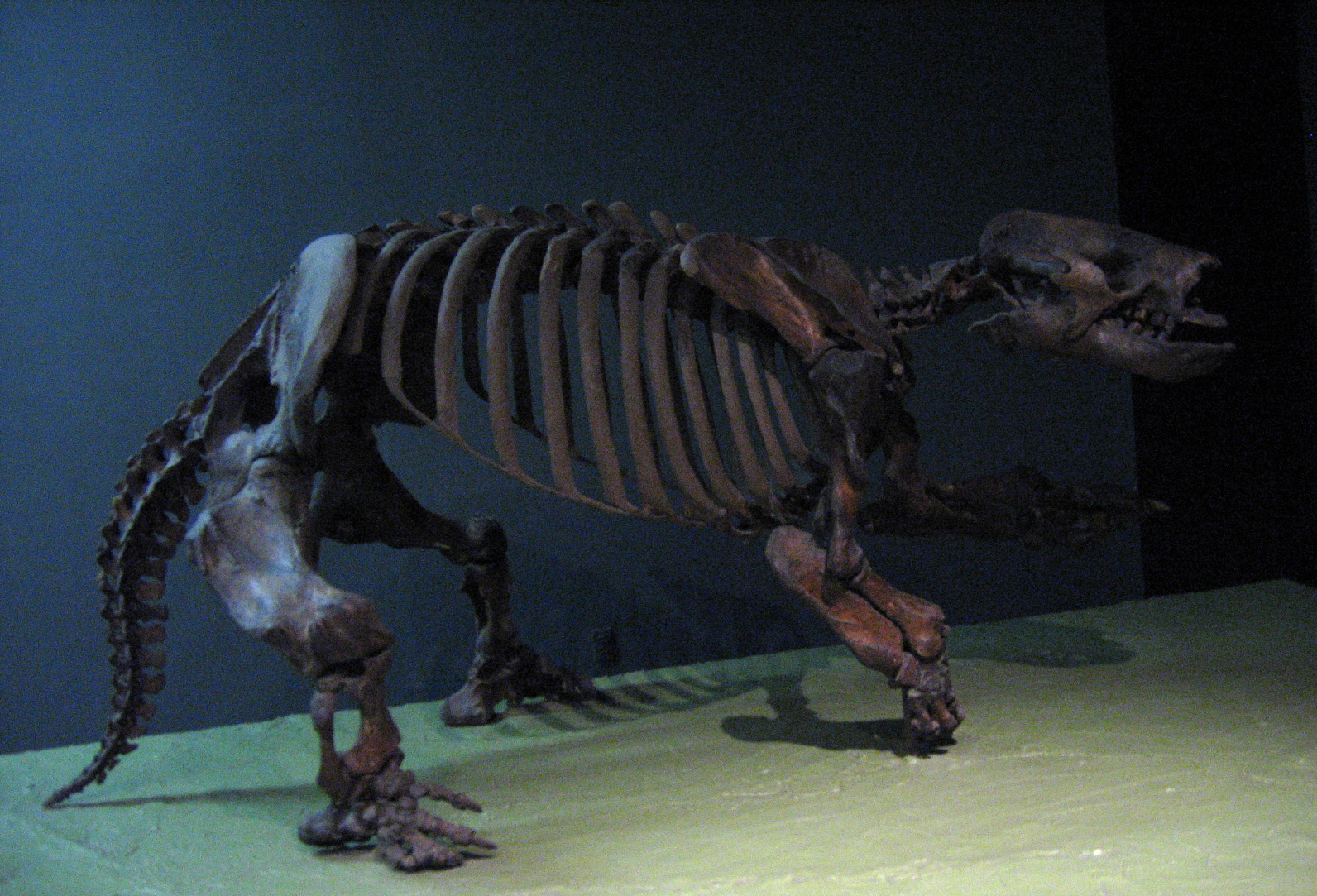
Paramylodon harlani en el Museo Nacional de Historia Natural, Washington D. C.

El género fue creado por Barnum Brown en 1903 para la especie P. nebrascensis. El cráneo mostraba una serie de características similares a las de Mylodon harlani, que también era conocido de Norteamérica, pero difería en el número de dientes presentes en el maxilar.  Paramylodon tenía cuatro dientes en la mandíbula superior, igual que en Grypotherium darwini (=Mylodon darwini), pero el género Mylodon tal como era reconocido entonces poseía cinco dientes superiores. P. nebrascensis fue más tarde considerado como un sinónimo más moderno de M. harlani por Stock (1925) dado que el gran número de ejemplares de Rancho La Brea que mostraban que la presencia de un diente caniniforme superior era muy variable, algunos especímenes lo poseían y otros no. Por lo tanto la fórmula dental típica para la especie M. harlani es {\displaystyle 5/4}. El trabajo de Kraglievich (1928) ordenó la ya larga confusión histórica concerniente a la validez taxonómica de Mylodon y Glossotherium, y determinó a qué género pertenecía la especie. Un resultado adicional fue el reconocimiento de Paramylodon como un género distinto del Mylodon suramericano y P. harlani fue usado como el nombre de especie ya que tenía prioridad sobre P. nebrascensis.
Hasta recientemente, Paramylodon era también visto como una subespecie de Glossotherium y algunas instituciones han catalogado a sus ejemplares como Glossotherium harlani en parte debido al trabajo de Robertson (1976). Paramylodon parece ser distinto genéricamente de Glossotherium (véase McAfee, 2007), aunque aún permanecen algunas cuestiones respecto de la relación de los especímenes del Blanquense tardío que han sido tentativamente asignados a "Glossotherium" chapadmalense debido a su gran similitud con la especie suramericana del mismo nombre.

## Distribución
Sitio y edades de los especímenes:
- Golfo de Santa Clara, Sonora, México ~4.9 — 1.8 millones de años.
- Sitio Tri-Britton, Hendry County, Florida ~2.1 millones de años — 700,000 años.
- Sitio Turin Pit (o Elliott Pit) Monona County, Iowa ~1.8-300,00 años.
- Sitio Port Kennedy Cave, Montgomery County, Pensilvania ~1.8 millones de años — 300,00 años.
- Sitio Fairmead Landfill, Madera County, California ~1.8 millones de años — 300,00 años.
- Sitio Río de la Pasión, Petén, Guatemala ~100,000—11,000 años.
- Tualatin, Oregón-15,000 a 10,000 años.
- Sitio Medicine Hat Unit V, Alberta, Canadá ~1.8 millones de años — 11,00 años.[1]

### Hallazgos notables

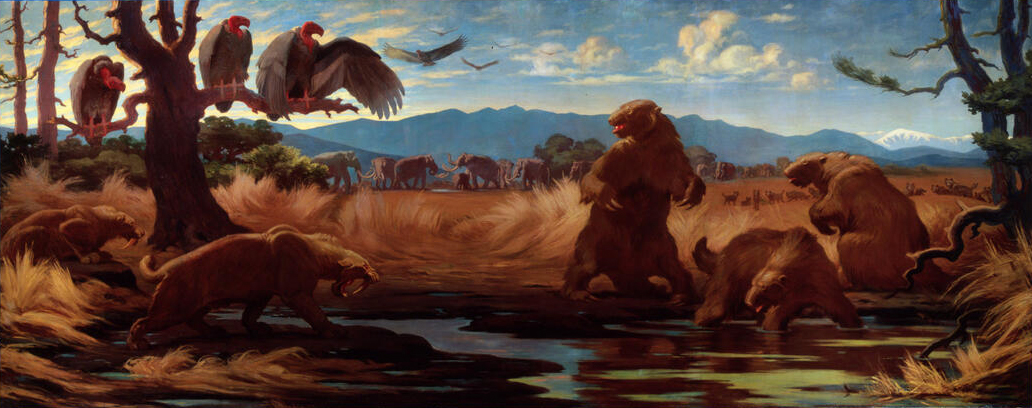
Fauna de los pozos de La Brea incluyendo a Paramylodon, por Charles R. Knight.

Recientemente se halló un espécimen de Paramylodon harlani en el valle de Tarkio en Iowa próximo a los restos de Megalonyx jeffersoni. Éste es el primer registro de Paramylodon en Iowa, y probablemente la primera vez que estas especies se han hallado juntas. Más adelante, se han descubierto fósiles de ambas especies en los sitios Fairmead Landfill e Irvington en California.
El 3 de diciembre de 2009, el periódico Press-Enterprise reportó un nuevo cráneo descubierto en el Cañón San Timoteo (http://www.pe.com/localnews/inland/stories/PE_News_Local_S_sloth03.2dc60eb.html Archivado el 7 de diciembre de 2009 en Wayback Machine.).